# Toyo Tire & Rubber Company
A Toyo Tire & Rubber Company é uma empresa fabricante de pneus e materiais de borracha sediada em Osaka, no Japão.
A empresa foi fundada em 1945, e 1974 adquiriu a Fukushima Rubber Company, no mesmo ano inaugura a primeira pista de testes de uma empresa de pneus no Japão.